# Игровой сленг
Игровой сленг — условный язык, при помощи которого игроки в различных играх обмениваются информацией. Возникновение игрового сленга связывают с появлением массовых онлайн-игр, где он стал неотъемлемой частью игрового процесса.
Игровой сленг характеризуется эмоциональностью и краткостью, с взаимосвязанной с нею содержательностью, что происходит из-за необходимости быстрой передачи информации и из-за эмоциональной напряжённости игры.

## Возникновение и развитие
Большинство компьютерных жаргонизмов создано молодёжью, осваивающей компьютеры и увлекающейся всем, что с этим связано. При этом границы молодёжного и компьютерного сленгов размыты. В число их разновидностей входит игровой (или геймерский) сленг наряду с хакерским (опытных пользователей) и сленгом общих пользователей.
В онлайн-игры вовлекается большое число пользователей со всего мира, и оказавшись в одном пространстве, они вынуждены прибегать к некоторому универсальному средству коммуникации. Таким образом, геймерский сленг выполняет роль способа общения пользователей, являющихся носителями разных языков. Такой «игровой» язык позволяет быстро и легко взаимодействовать и достигать успешных игровых результатов. Изначально новички не знают используемых слов, но со временем они становятся им просты и понятны, и таким образом языковые границы стираются.
В то же время, в рамках одной игры может образоваться сленг внутри сленга. Например, в Dota 2 одновременно играют и взаимодействуют миллионы человек по всему миру, и при этом игра имеет свою специфику. В связи с этим появляется сленг, характерный только для Dota 2, отражающий её особенности и потребности игроков, и при этом используемый внутри этой игры.
Основным способом освоения геймерского сленга является проведение в игре большого количества времени, когда новички сталкиваются со сленгизмами и со временем привыкают к их употреблению. При этом знание языка интерфейса на это слабо влияет и может быть вредным, так как значение слова на игровом сленге может кардинально отличаться.
Одним из явлений, в частности для русскоговорящих пользователей, является то, что пользователи, не понимая значений иностранных слов, подбирают русское слово, близкое к оригиналу по звучанию. Например, героя «Ancient Apparition» (с англ. — «древний призрак») называют «Аппаратом», аббревиатура «KOTL» (англ. Keeper of the Light) именуется «котлом», слово «silencer» трансформируется в «сало».
Некоторые слова игрового сленга со временем становятся литературными, например слово «хакер» изначально было компьютерным, но далее стало широко использоваться в общенародном языке.

## Особенности
Пример сокращения на игровом сленге (лексика сохранена):
First focus adds, then boss. At 10% hp burst. Slackers will be kicked.
То же самое на литературном языке:
First attack only additional monster, then main monster. When he has 10% hit points, do as maximum damage as you can in a short period of time. Those who will play badly and won’t attack will be excluded from the group.
Перевод:
Сначала атакуйте только ведомого монстра, а только затем главного. Когда у него будет 10% здоровья, начинайте наносить максимальные повреждения за минимальное время. Те, кто будет плохо играть и не будут атаковать, будут исключены из группы. 
Игровой сленг принадлежит к лексике ограниченного употребления, при этом имеет неофициальный характер и характеризуется эмоциональной окрашенностью. Также, как и профессионализмы, жаргонизмы, арго, вульгаризмы, сленгизмы общепонятны для социальных групп того или иного сообщества.
В игровой ситуации игроки вырабатывают стратегию ведения игры, события в игровом мире разворачиваются быстро, и участникам происходящего нужно быстро доносить важную информацию до всех членов группы, и для решения этих задач используется соответствующая форма общения. Как следствие, используемые слова обычно короткие и информационно ёмкие. Это объясняется тем, что в игре победу или поражение определяют секунды, и быстрый обмен информацией становится важной задачей для игроков. В то же время, контекст применения распространяется не только на игровой процесс, но и на обсуждение игры вне её.
Этот накал сравним с событиями на футбольном поле или хоккейной площадке, а так как в компьютерной игре физическое утоление агрессии невозможно, то она отражается на лексике. По этой причине игроки зачастую используют нецензурные выражения, так как они более эмоциональны. В то же время, игровой сленг является подмножеством компьютерного сленга, который не является грубым, таким же, как например жаргон панков, хиппи или блатной язык. Причиной является то, что профессия или увлечение, связанное с компьютерами, относится к высокоинтеллектуальным. Эмоциональность сленга особенно проявляется в оценке уровня игры другого человека. То есть, если игрок играет плохо, то его могут назвать целым рядом обидных выражений, если же хорошо, то одобрительным. Эти эмоции могут проявляться к другим элементам (игровым предметам, навыкам и др.).
Краткость слов игрового сленга характеризуется тем, что слова обычно состоят из одного, двух, максимум трёх слогов.

## Классификация
Сленгизмы можно разделить на «чатовые» и «устные». Для первых характерно большая частота сокращений и аббревиатур. В устном общении чаще используются более полные формы.
Другим способом классификации является разделение слова, относящиеся к социальной части игры (названия игроков, выражение одобрения и поддержки) и на часть, относящуюся к игровому процессу игры. Для первой категории характерна больше эмоциональность, так как социальное общение больше выражает отношение к другим людям, для второй краткость, так как в играх названия могут быть длинные и сложные для произношения.
Может быть проведено разделение в зависимости от жанра игр, в которых происходит употребление тех или иных слов. Например, для ролевых игр большее внимание уделяется характеристикам персонажей, в то время как в шутерах используются соответствующие слова (например, англ. headshot — убийство или тяжелое ранение выстрелом в голову).

### Комментарии
1. ↑  Например, '"`UNIQ--nowiki-00000024-QINU`"'англ. noob, newbie с англ. — «новичок», имеющее негативный и снисходительный характер; или '"`UNIQ--nowiki-00000025-QINU`"'англ. slacker как крайнее негативное.
2. ↑  Например, '"`UNIQ--nowiki-00000027-QINU`"'англ. pro (professional) с англ. — «профессионал», одобрительная коннотация; или '"`UNIQ--nowiki-00000028-QINU`"'англ. imba (imbalanced) с англ. — «нет баланса» обычно с досадой.
3. ↑  Например, '"`UNIQ--nowiki-0000002C-QINU`"'англ. burst — attack dealing maximum damage in a short period of time с англ. — «атакуй, нанося максимальные повреждения в минимальный промежуток времени»; или '"`UNIQ--nowiki-0000002D-QINU`"'англ. NPC, '"`UNIQ--nowiki-0000002E-QINU`"'англ. non-player character, a character controller by computer с англ. — «неигровой персонаж, т.е. персонаж, управляемый компьютером».
4. ↑  Например, сай '"`UNIQ--nowiki-00000032-QINU`"'англ. say с англ. — «сказать»; ХП от '"`UNIQ--nowiki-00000033-QINU`"'англ. handicap, или «хэндикап» как «фора слабым игрокам»; «ty» ('"`UNIQ--nowiki-00000034-QINU`"'англ. thank you с англ. — «спасибо»).
5. ↑  Например, '"`UNIQ--nowiki-0000003A-QINU`"'англ. gg (good game) с англ. — «хорошая игра», '"`UNIQ--nowiki-0000003B-QINU`"'англ. gj (good job) с англ. — «хорошо сыграно».
6. ↑  Например, '"`UNIQ--nowiki-0000003D-QINU`"'англ. boss с англ. — «босс», '"`UNIQ--nowiki-0000003E-QINU`"'англ. DPS (damage per second) с англ. — «количество наносимых повреждений в секунду».